# Seehausen
Seehausen es un municipio situado en el distrito de Stendal, en el estado federado de Sajonia-Anhalt (Alemania), a una altitud de 20 metros. Su población a finales de 2015 era de unos 5000 habitantes y su densidad poblacional, 47 hab/km².

## Historia
El documento más antiguo que menciona Seehausen fue redactado en 1174. Seehausen entró en la Liga Hanseática en 1359. La ciudad experimentó un auge económico debido al comercio de trigo y lana con las demás ciudades hanseáticas y en 1409 fue inaugurado un puerto fluvial del río Elba a cinco quilómetros de Seehausen. Después de la Guerra de los Treinta Años (1618-1648) Seehausen perdió su poder económico debido a los estragos de la guerra. Después de la inauguración del ferrocarril en 1849 experimentó un nuevo auge económico por la industrialización. Hoy día es una ciudad miembro de la federación internacional Nueva Hansa.

## Lugares de interés
La iglesia más importante es la Iglesia de San Pedro (Sankt Petri-Kirche). Fue construida entre 1170-1180 como una basílica romana y convertida en una gótica iglesia de salón con tres naves entre 1440-1480. Los dos campanarios construidos en 1481 miden 62 metros de altura. En la parte más antigua de la iglesia merece ser mencionada la puerta románica de ladrillos construida en 1220. El púlpito de madera es de 1710.
El ayuntamiento fue construido en un estilo neogótico entre 1882-1883.
La Iglesia del Sal (Salzkirche) fue construida en un estilo gótico tardío en el siglo XV como la iglesia de un hospital. Dado que el hospital fue cerrado en 1547 sirvió de almacén después, por ejemplo de almacén de sal. Fue renovada en 1999 y convertida en una sala para conciertos y exposiciones.
Una parte de la muralla medieval que mide 4 metros de alto está bien conservada y puede ser visitada en la calle Petristraße. La puerta Beustertor, construida en el siglo XV, es la única de cinco puertas que no fue derrumbada en el siglo XIX. 
Seehausen cuenta con muchas casas con entramado de madera construidas en el siglo XVIII, p. ej., en las calles Petristraße, Beusterstraße, Steinstraße, en la Plaza de Mercado y en la calle mayor (Große Brüderstraße). Una parte del sistema de fosos y terraplenes que rodeaban Seehausen en la Edad Media está conservada. Una pintura mural en el estilo del Realismo socialista se ubica en la Calle Otto-Nusche-Straße en frente de la estación.

## Economía e infraestructura
Seehausen cuenta con una estación de la línea ferroviaria de Magdeburgo a Wittenberge que fue inaugurada en 1849. Hay buenas conexiones en tren a Berlín y a Hamburgo vía Wittenberge. Está en construcción la  autopista núm. 14 que unirá Magdeburgo con el puerto de Wismar al Mar Báltico con dos salidas para Seehausen. La inauguración está prevista para el año 2025. La industria alimenticia y metalúrgica son los factores económicos más importantes de la ciudad. La importancia del turismo ecológico está aumentando.